# Cartographie
Pour les articles homonymes, voir Cartographie (homonymie).
La cartographie est la réalisation et l'étude des cartes géographiques et géologiques. Elle est très dépendante de la géodésie, science qui s'efforce de décrire, mesurer et rendre compte de la forme et des dimensions de la Terre. Le principe majeur de la cartographie est la représentation de données sur un support réduit représentant un espace généralement tenu pour réel. L'objectif de la carte est une représentation concise et efficace, la simplification de phénomènes complexes (politiques, économiques, climatiques, sociaux) à l'œuvre sur l'espace représenté afin de permettre une compréhension rapide et pertinente. 
La création de carte débute avec la définition du projet cartographique. La collecte d'informations est en deux parties :
1. fond de carte : relevé des contours et de l'espace support à représenter ;
2. relevé des données statistiques à représenter sur cet espace.

Vient ensuite un travail de sélection des informations, de conception graphique (icônes, styles), puis d'assemblage (création de la carte), et de renseignement de la carte (légende (de), échelle, rose des vents).

Carte de l'île de Corfou. Cette carte utilise des données satellites pour définir l'espace et la topographie, y sont ajoutées des données routières et humaines sélectionnées.

La création cartographique est également étudiée, ses méthodes commentées. Des analyses mathématiques comparent par exemple les distorsions des projections cartographiques, tandis que les théories de l'information graphique donnent des conseils quant au style nécessaire à un message graphique clair. Étant le fruit de sélections humaines, la carte peut omettre, nier, tromper. L'étude comparative des cartes est ici intéressante, puisqu'elle révèle les biais.

Les acteurs principaux de la cartographie étaient traditionnellement les explorateurs et les cartographes, afin de définir l'espace des États, et les espaces des territoires explorés. Aujourd'hui, la cartographie moderne est transdisciplinaire et s'applique à quantité de sciences : la géologie pour les géologues, la biologie pour les biologistes, l'urbanisme pour les architectes, la sociologie pour les sociologues… nécessitent une collaboration entre cartographes, experts, et analystes de données. Les données numériques et satellitaires font de l'informatique et de l'informaticien de nouveaux partenaires-clefs, tandis que les netizens rejoignent depuis peu le groupe avec la cartographie 2.0 et la cartographie d'information.
Au XXIe siècle, rares sont les cartographes « purs ». Effectivement, la géographie et l'informatique sont couplées : cet ensemble forme la géomatique. Les géomaticiens sont des professionnels capables de réaliser de la cartographie mais aussi de gérer des systèmes d'information (données, bases de données, architectures informatiques…), spécifiquement appelés des SIG.

## Histoire et développement

### Supports

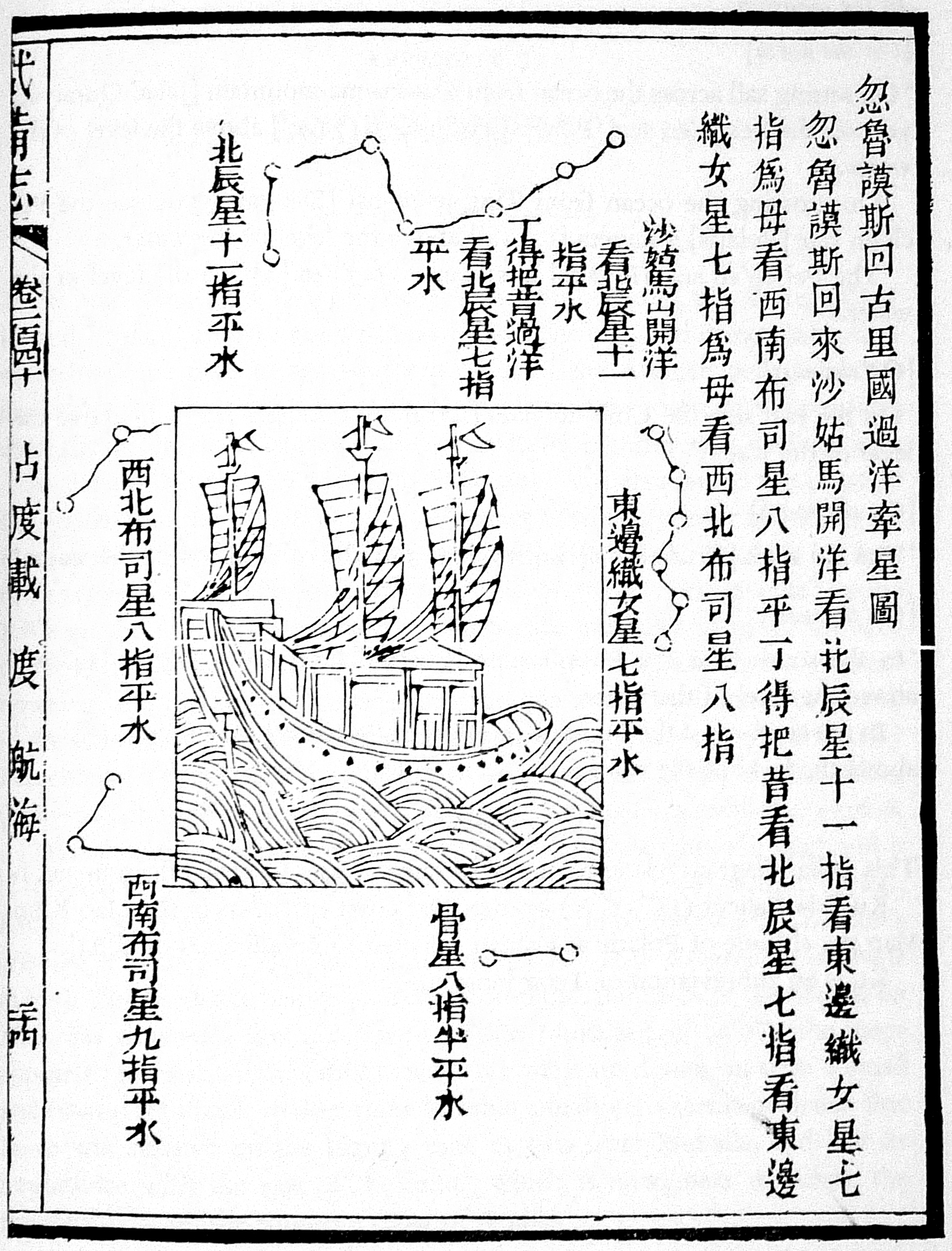
Carte possiblement basée sur les voyages de Zheng He, représentant les voies de navigations entre Ormuz et Calicut.

Les supports actuels employés pour la représentation cartographie sont le papier et les périphériques informatiques de sorties tels qu'écran et projecteur. Il a existé des réalisations sur pierre, métal, parchemin, etc., généralement de forme plate et rectangulaire ou ronde. Depuis l'ère des grandes découvertes, les expéditions et l'amélioration des techniques de cartographie ont permis une amélioration des représentations d'un globe cohérent qui devient enfin réaliste. Un pas décisif est finalement franchi avec l'exploration spatiale et la cartographie satellitaire et numérique, la précision devenant impressionnante. Les supports émergent devenant aussi respectivement les globes personnels, puis l'informatique avec cartes planes ou les pseudo-globes virtuels.

### Préhistoire
Des cartes partielles du ciel nocturne ont été trouvées sur les parois de la grotte de Lascaux en France et sur celles de la grotte d'El Castillo en Espagne, datées respectivement de 16500 et 12000 av. J.-C.. Des motifs sculptés représentant une carte miniature du réseau hydrographique local, vieille de 14 000 ans, ont été découverts dans la forêt de Fontainebleau en France.

### Antiquité et Moyen Âge
Depuis l'Antiquité jusqu'au milieu du XVIe siècle, les relevés sont issus de témoignages. Les premières mises en forme « scientifiques » datent du IIe siècle après notre ère avec la cartographie de Ptolémée (−150), où celui-ci énonce quelques précautions pour dessiner une carte sur un plan :

« Pour les raisons invoquées plus haut, il serait bon de conserver droites les lignes qui représentent les méridiens et de représenter les parallèles de latitude par des arcs de cercle dessinés autour d'un même centre. Les lignes méridiennes droites devront être dessinées depuis ce centre — qui est pris au Pôle Nord — de telle sorte que soit préservée la ressemblance avec une surface sphérique du point de vue de la forme et de l'apparence. Car les lignes méridiennes intersectent les parallèles de latitude à angle droit et, en même temps se joignent au même pôle commun. Maintenant puisqu'il est impossible de préserver les proportions sphériques à chaque parallèle de latitude, il serait suffisant de le faire pour le parallèle qui passe à Thulé et pour l'équateur. De cette façon, les limites environnant nos latitudes seront précisément proportionnées. »

Par la suite les relevés sont assemblés par des cartographes experts et alimentés par les premiers essais de statistiques rassemblés par les représentants de l'autorité (époque antique romaine, époque des moines savants du Moyen Âge, époque des grandes découvertes). Les supports utilisés — notamment les cartes marines — sont grossières car elles ne respectent ni les angles, ni les distances réelles. (Voir les Cartes dites « Portulans » ou le planisphère de Cantino). Parmi les portulans,il faut, selon les historiens, distinguer les cartes décorées, objets de commande, des cartes utilitaires de navigation très fréquentes à bord des navires de tous types. 
Abraham Cresques, chef de file de l'école majorquine de cartographie, à Palma de Majorque, reste un contributeur mal connu de ces travaux. Il fut maître des cartes du roi d'Aragon. Cette école, selon Charles de la Roncière avait une grande renommée.

### Époque moderne
Le véritable développement intervient à la suite des grandes découvertes avec l'amélioration des outils de mesure mis au point par la géodésie et les géomètres, ainsi que l'amélioration des registres de tous types, devenant de larges sources statistiques. Aussi, les traits et les données s'affinent. Les recherches en matière de projection cartographique avancent ; le cartographe portugais Pedro Nunes théorise dans des écrits publiés à Bâle vers 1540 les principes qui permettent à Mercator en 1569 de proposer la projection cylindrique dite Projection de Mercator (projection des rayons d'une sphère sur un cylindre que l'on déroule à plat ensuite). En 1599, le mathématicien Edward Wright complète les travaux de Mercator en publiant une table permettant de corriger en chaque point la déformation des distances due à la projection cylindrique. Ces développements marquent le début de la géodésie moderne.
Les améliorations méthodologiques mettent toutefois du temps à s'imposer. Ainsi, Petrus Plancius (1552-1622) préfère-t-il s'inspirer des cartes portugaises, du fait de leur plus grande précision empirique, plutôt que d'utiliser la nouvelle technique de Mercator. Lisbonne est alors un important centre cartographique, avec six ateliers employant dix-huit personnes en 1552. La cartographie était alors un enjeu important de pouvoir : au Portugal, la peine de mort était prévue pour quiconque transférait des cartes à un étranger, de même que pour les pilotes émigrant ; une lourde sanction qui, toutefois, n'empêcha pas la diffusion de ces cartes et savoirs. Malgré la ré-invention de l'imprimerie par Gutenberg au XVe siècle, les cartes portugaises demeurent des exemplaires uniques (dont la plupart ont été perdus), l'impression en étant également interdite.
La ramification des champs d'étude, des outils statistiques, et la rationalisation des États — source de données et commanditaire majeur de cartes — augmentent le nombre d'applications cartographiques. Ainsi les premières mesures astronomiques (longitudes et latitudes) de localités de la France effectuées par Jean Picard commencées en 1671, permettent à La Hire d'établir en 1682 une carte corrigée qui affine le contour du littoral et réduit considérablement les vraies proportions de la France. Une cartographie de la France en 180 feuilles est levée de 1750 à 1791 sous la direction de Cassini de Thury et de son fils le Comte de Cassini. Travail considéré comme le point de départ de la cartographie moderne : ses repères géodésiques reposent intégralement sur la triangulation, l'œuvre finale est une carte géométrique et non topographique ainsi que la décrit le Comte de Cassini en 1784 :

« Les ingénieurs en partant de bases qui leur sont données ont cherché à déterminer — par des observations d'angle faites dans le plus grand nombre des clochers d'un canton — la position de tous les objets environnants qu'ils peuvent découvrir et qui sont dans le cas d'être géométriquement décrits. La détermination géométrique précise n'a lieu que pour les objets qui intéressent, tels que villes, bourgs, villages et grands châteaux. Les petites chapelles, fermes et metayeries, composées de trois ou quatre maisons ne peuvent se placer qu'à vue d'œil, surtout à une échelle aussi petite que la nôtre. La topographie offre la description détaillée et scrupuleuse non seulement des objets mais même de la conformation du terrain, de l'élévation et du contour exact des vallées, des montagnes, des coteaux, des rivières, prés, bois, etc. C'est une partie de la géographie tellement étendue, si minutieuse, si longue et si coûteuse dans l'exécution, qu'elle ne peut être entreprise dans une carte générale, mais seulement partiellement et par petits cantons. »

### Époque contemporaine
L'utilisation des engins aéronautiques (dirigeables, avions, hélicoptères) à partir du début du XXe siècle permet d'affiner et de mettre à jour plus rapidement la couverture cartographique, mais pour des espaces à chaque fois relativement limités et concernant presque uniquement les terres émergées. Dans la dernière partie du XXe siècle, un pas technique majeur est franchi avec l'utilisation et le traitement numérique des ondes émises par des satellites : les contours terrestres sont alors pour la première fois photographiés depuis le ciel. Des cartographies du fond des océans ou des zones inaccessibles deviennent beaucoup plus précises. La cartographie complète de la Lune et de Mars est réalisée grâce aux satellites d'exploration ou sondes spatiales.

#### L'ère numérique, apport des techniques numériques

Étape de création d'une carte 3D. État de Washington, parc national du mont Rainier, sentier du sommet Pinnacle.

Grâce à des avancées mathématiques et informatiques, on obtient avec facilité toujours plus de projections planes innovantes, qui doivent toujours arbitrer entre conservation des parallèles, des aires, et des longueurs. Des cartes amorphes (cartogrammes) sont aussi apparues. Le support numérique permet la duplication, le transfert à bas coût et le traitement automatisé (ex: projet Corine Land Cover pour l'aménagement du territoire).
Les systèmes d'information géographique (SIG), de plus en plus interopérables et enrichis de métadonnées complexes, ainsi que les modèles numériques de terrain sont de plus en plus utilisés par les cartographes.
Un autre apport des NTIC (Nouvelles Technologies de l'Information et de la Communication) concerne la capacité à mettre en relation et diffuser des documents d'intérêt cartographique du monde entier et de toutes les époques, via Internet. 
En France, un Consortium intitulé « Cartes et photographies pour les géographes » a été labellisé en 2012 par Huma-Num, « très grande infrastructure » (TGIR) visant à faciliter le tournant numérique de la recherche en sciences humaines et sociales. Il vise à développer le réseau de portails cartographiques et de plateformes de diffusion de données et métadonnées peu à peu mis en place, essentiellement par de grandes institutions, pour « généraliser l’accès à d’autres fonds pertinents et d’améliorer la diffusion des images géographiques » afin de « rendre accessibles, consultables et mobilisables des données cartographiques et photographiques nombreuses et éparses, qui constituent des fonds de laboratoires de recherche, de bibliothèques remarquables ou des fonds de chercheurs… ». Dans le cadre de la directive Inspire et de la convention d'Aarhus, un mouvement de libération des données (Open data) est également en cours, qui avec des organisations comme OpenStreetMap devraient permettre de largement développer la cartographie historique et collaborative, voire participative (néogéographie).

#### Récemment: «Open projects»
L'apparition d'une cartographie dont le contenu est fait par des citoyens bénévoles est un principe de représentation sélective jusque-là inédit. Des projets libres comme OpenStreetMap, relevant les données sur le terrain afin de constituer une couverture mondiale, ou Wikipédia, créant des cartes encyclopédiques, aboutissent à des représentations où les frontières et l'espace des nations voient leur importance réduite. En 2012, la NASA a également proposé un projet ouvert et ludifié pour améliorer la cartographie de Mars.

## Étapes de la création d'une carte

Démonstration de la construction de carte vectorielle calque après calque :
1. Vallée ; 2. Plaines ; 3. Collines ; 4. Rivières ; 5. Troupes ; 6. Déplacements ; 7. Labels ; 8. Localisateur ; 9. Légende.

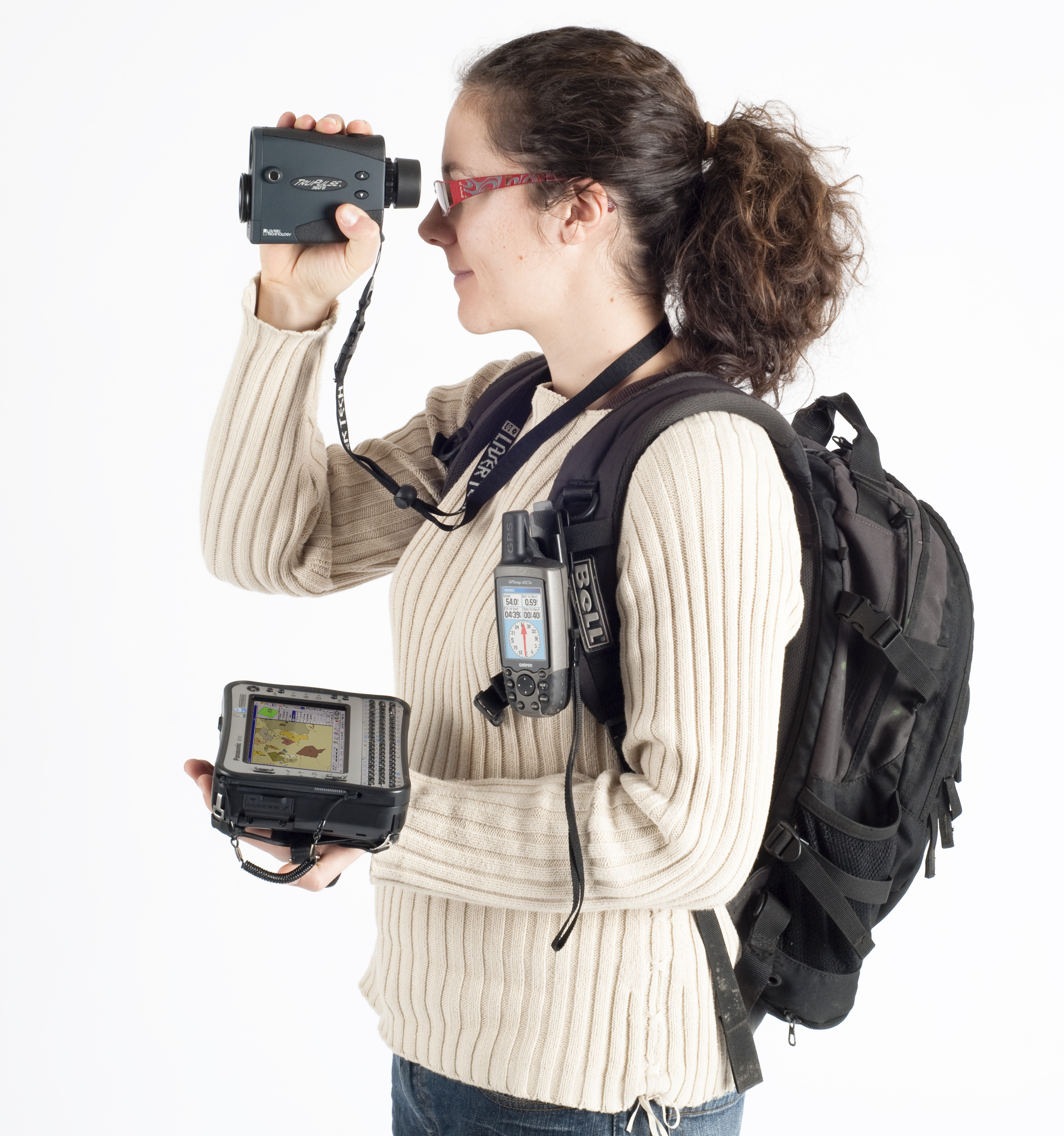
Grâce aux ordinateurs de terrain, le GPS et le laser télémètre, il est possible d'effectuer directement la cartographie sur le terrain. La construction de la carte en temps réel et sa visualisation sur le terrain augmentent la productivité et la qualité du résultat.

La cartographie constitue un des moyens privilégiés pour l'analyse et la communication en géographie. Elle sert à mieux comprendre l'espace, les territoires et les paysages. Elle est aussi utilisée dans des sciences connexes, démographie, économie dans le but de proposer une lecture spatialisée des phénomènes. Le travail du cartographe est un travail de sélection des informations, composé de plusieurs étapes.

### Description du sujet, cahier des charges
La description du sujet est l'étape fondatrice. Il est important d'établir clairement l'objet de l'étude, la problématique-titre, l'espace de la représentation, ainsi que l'objectif de la carte, son public, et son usage. Les premiers faciliteront la collecte d'informations, les derniers donnent des indications sur le style de la carte : une carte généraliste peut avoir des traits simplifiés, peu de labels et nécessite des icônes explicites, une carte pour spécialistes aura des tracés rigoureux, sera remplie de petites icônes, et pourra utiliser des conventions d'usages (vocabulaire, icônes) de la profession.

### Description graphique de l'espace
La description graphique de l'espace — ou « fond (carto)graphique vierge » — est généralement la première étape de sélection et création. Elle demande à la fois de cerner géographiquement le sujet, et une enquête sur cet espace, qui est soit un travail de terrain, de géomètre, par GPS, laser télémètre, Field-Map, ou de photographies satellites. Il y a ensuite sélection, épuration des données graphiques, on passe de la photographie ou de l'excès d'informations graphiques aux traits symboliques que l'on souhaite montrer : rivières, frontières administratives, altitudes, etc. C'est ici aussi qu'intervient le choix de la projection cartographique (qui implique certaines déformations), du zoom (qui implique une certaine échelle type 1/25 000 ou 1/10 000), et du cadrage sur l'ensemble du sujet (élargir et réserver un espace pour la légende si nécessaire). La représentation peut être réaliste, représentant l'espace physique avec un minimum de transformation, ou volontairement déformante, c'est le cas des cartes symboliques de l'antiquité ou des cartogrammes aux surfaces déformées en fonction des valeurs statistiques associées à un espace.

### Collecte et sélection des informations utiles
Vient ensuite la collecte et sélection des informations utiles à afficher sur la carte : informations physiques, biologiques, humaines et statistiques, politiques (votes), des flux, ou de l'histoire et des actions. Cette collecte demande un travail d'enquête, fonction du sujet choisi. Une carte physique géologique demande un travail d'enquête d'un géologue. Une carte historique demande le travail d'enquête d'un historien, sélectionnant les faits clefs à afficher. Une carte socio-fiscale demandera un travail de recherche statistique, etc..
En général, le demandeur fait une préparation à la main au cartographe avant que celui-ci ne commence son travail. Cependant, il arrive qu'il se repose sur le cartographe pour faire une carte avec seulement des indications écrites. Si le cartographe a besoin de compléments, il suffit qu'il les trouve par ses propres moyens.

Si tout élément est connexe, 4 couleurs sont suffisantes. Si certains éléments ne le sont pas (ex. : États-Unis – Alaska, ou en France, le département du Vaucluse, dont le canton de Valréas est entouré par le département de la Drôme), il peut être nécessaire d'ajouter une couleur, comme sur la figure ci-dessus.

### Conventions cartographiques
Avant de dessiner la carte, il est nécessaire de créer une convention des figurés cartographiques (en), définissant icônes, labels (fonte de caractères), lignes (routes, frontières), et fond spatial (code de couleur pour les terres, les océans, les altitudes) : la forme, le style, la couleur de chaque élément sémantique est défini. Ceci sera la base de la légende (de). Ces éléments doivent être pensés ensemble, afin d'avoir de l'harmonie graphique, tant dans les couleurs que dans les tailles, ou dans la complexité de leurs dessins. C'est à ce stade qu'entrent en jeu des opérations de généralisation cartographique. Les conventions cartographiques prennent une importance particulière lorsqu'un lot de cartes doit être produit par différents cartographes. Par rapport aux couleurs et à l'espace, il peut être intéressant de connaître le théorème des quatre couleurs.

### Assemblage graphique par calques
Après avoir sélectionné les données utiles, l'assemblage se fait « par calque ». Généralement : 1. contour des terres, fleuves, montagnes, 2. icônes et routes, 3. flux et mouvements, 4. labels, puis 5. légende, localisateur et échelle. Il est important de ne pas « polluer de bruit graphique » la carte (éviter le chartjunk), les labels doivent apparaître clairement, mais sans cacher, ou gâcher les autres informations présentes. Aussi, le choix de la taille, et l'emplacement des labels a son importance. Lorsque le projet de carte est terminé, l'auteur/chercheur et le cartographe se réunissent pour évaluer les modifications à effectuer, jusqu'à ce que le demandeur soit satisfait. Ensuite la carte peut être publiée.

### Autres astuces
Le titre de la carte doit résumer le sujet avec précision et concision, la légende doit être claire, l'échelle notée et la source indiquée. Dans le cadre d'ensembles ou d'atlas, une convention de nommage peut aussi être nécessaire pour les titres et fichiers informatiques.

## Grandes familles cartographiques
De nombreuses sous-branches existent. La plus élémentaire est la cartographie politique, qui définit les frontières, historiquement très liée à la cartographie physique, qui montre les éléments du relief que sont monts et collines, plaines et rivières, et maintenant développée en une cartographie topographique exposant précisément les élévations ou dépressions. D'autres branches notables sont la cartographie humaine, avec la cartographie socio-statistique qui expose sur l'espace du papier les aspects sociaux que sont les densités humaines, les richesses, l'IDH, etc. La cartographie des flux (économiques, humains, biologiques) et la cartographie géopolitique qui expose les forces et faiblesses d'entités exposées sont également très appréciées pour illustrer, simplifier (sélectionner), communiquer et comprendre dans leur extension en surface des phénomènes complexes.
Il existe de nombreux types de cartographies posant des problématiques spécifiques de relevé d'informations. Ci-dessous quelques exemples :
- Cartographie physique
- Cartographie biologique
- Cartographie administrative
- Cartographie humaine (statique)
- Cartographie flux
- Cartographie historique
- Cartographie médicale

## Boîte à outils et problématiques associées

Monde, en Projection de Winkel-Tripel, avec indicatrices de Tissot des déformations.

France, en Lambert-93, avec échelle, quadrillage (plutôt que rose des vents), et localisateur.

### Projections
Les projections cartographiques sont des méthodes de représentation de la réalité sphérique du globe sur un plan plat. Il existe de nombreuses projections, chacune faisant un compromis spécifique entre déformations des distances, formes, surfaces, et découpage de l'espace, en fonction de l'espace du sujet à exposer. Plus le sujet est large, plus on traite d'une réalité courbe, et plus les transformations seront importantes. Pour les cartes du monde, la National Geographic Society et le National Geographic préfèrent aujourd'hui la Projection de Winkel-Tripel. Pour une carte de la France métropolitaine, la projection officielle est la Lambert-93 (décret du 26 décembre 2000).

### SIG
Les Systèmes d'Information Géographique (SIG) sont des systèmes informatiques de représentation de données sur l'espace spatial terrestre réel en associant coordonnées géographiques et données récoltées, toutes sortes de données peuvent être ainsi représentées. Les données sont généralement organisées par calques thématiques. La topographie (points), les rivières (lignes) et zones d'eau (polygones), les bordures (lignes) et zones (polygones) administratives, routes et voies ferrées sont des calques courants, mais les SIG peuvent aussi accueillir des données démographiques, économiques, sanitaires, biologiques, climatiques, criminelles, etc. ou la présence de clients, fournisseurs, etc. qui peuvent également être représentées dans l'espace réel. Les données peuvent être stockées en matriciel (.tif, etc.) ou vectoriel (.shp). Ces fichiers sont ensuite chargés dans une solution SIG, puis superposés, stylisés, et édités afin de générer la carte souhaitée. La géomatique permet de traiter ces données, et d'aider à la prise de décision et gestion de l'espace.

### Symbologie
Les couleurs zones, icônes, polices d'écriture, palette de couleurs doivent aussi bien s'accorder, qu'être contrastées, afin de mettre en valeur les informations en fonction de leur importance.

### Échelle, rose des vents, localisateur
Il est d'usage d'annoncer l'échelle sous forme de fraction sur les cartes imprimées, les versions numériques nécessitent, elles, nécessairement l'affichage d'une icône-échelle, généralement une ligne graduée, intégrée dans un angle. Fonction des transformations de la projection, cette échelle peut n'être vraie que pour une partie de la carte. Une rose des vents peut être ajoutée, mais pareillement, la déformation sur les grandes distances peut rendre la rose des vents trompeuse. Dans un souci d'exactitude, un quadrillage des parallèles et longitudes est préférable. Enfin, un localisateur, sous la forme d'une carte miniature exposant le contexte géographique élargi du sujet est souvent ajouté dans un coin de la carte.

## Limites

### Manipulations
Indépendamment de sa précision croissante, la cartographie est toujours régie par un principe de sélection des informations représentées, pour les besoins d'un commanditaire et/ou en fonction d'un public. De ce fait, elle peut être utilisée pour faire mentir les cartes à des fins publicitaires, de planification, de propagande politique ou de désinformation et dont l'impact sur les consciences, pour être discret, est souvent considérable. La subjectivité des cartes est facilement révélée par l'étude critique et comparative des Atlas géographiques. Philippe Rekacewicz la résume ainsi :

« La carte géographique n'est pas le territoire. Elle en est tout au plus une représentation ou une “perception”. La carte n’offre aux yeux du public que ce que le cartographe (ou ses commanditaires) veut montrer. Elle ne donne qu'une image tronquée, incomplète, partiale, voire trafiquée de la réalité. »

La relativité politique des cartes est un des éléments centraux du propos d'Yves Lacoste dans son célèbre ouvrage La géographie, ça sert, d'abord, à faire la guerre, où l'auteur cible l'appropriation stratégique de la géographie par les états-majors. Cette critique a également été formulée à l'encontre des services de cartographie en ligne, notamment Google Maps dont plusieurs chercheurs comme le géographe Jérôme Staub ou le géopolitologue Jean-Christophe Victor (créateur de l'émission Le Dessous des cartes) ont déploré la relativité politique des représentations des frontières, accusant la société Google de préférer se conformer aux visions géopolitiques locales pour ne se fermer aucun marché,,,.

## Entre copies libres et droits d'auteurs
Au-delà des principes de protection intellectuels récents, la difficulté ou dangerosité de la collecte des informations a de tous temps encouragé la copie ou le plagiat.

### Ère pré-contemporaine, grands explorateurs et copies
Jusqu'au XVIIe siècle, il est normal pour l'intellectuel de copier largement des informations et d'y ajouter les siennes ; ce n'était pas perçu comme du vol. Un cas d'école est la Beaver Map (Carte du castor), l'une des premières cartes de l'Amérique du Nord. Nicolas de Fer en est le véritable auteur, mais elle est publiée en 1715 par Herman Moll. Les illustrations périphériques mêmes étaient copiées de livres de Louis Hennepin, en 1697, et de François du Creux en 1664. L'exploration étant coûteuse et dangereuse durant cette Ère des Grandes découvertes, la copie est fréquente.
Au XVIIIe siècle, les cartographes ont commencé à souligner le nom de l'auteur original, inscrivant conventionnellement « D'après le croquis de M. [Explorateur] ».

### L'apparition des droits d'auteur et des «erreurs volontaires»
Depuis la Convention de Berne de 1886, toute œuvre de l'esprit, toute sélection faite par un auteur, telle la carte, est par défaut soumise au droit d'auteur. Comme bien marchand, les cartes sont soumises par défaut à des droits de reproduction et à des droits d'exploitation commerciale : elles ne sont pas librement modifiables par leurs utilisateurs, ni corrigeables en cas d'erreur.
Afin de rendre une carte unique et d'identifier les plagiats, certaines cartes contiennent des « erreurs volontaires » : nom imaginaire, ou faute d'orthographe qui créent autant d'éléments pièges apportant la preuve d'un emprunt subreptice.

### Licences libres et renouveau
L'auteur peut préciser une licence libre, et publier sa carte dans un format numérique éditable. Les projets cartographiques libres les plus connus étant OpenStreetMap – couverture mondiale, numérique, en ligne, et Wikipédia – par fichiers numériques isolés, mais éditables. Ces deux projets étant sous licence libre, principalement Creative Commons.

## Différents services de cartographie en ligne
Baidu Maps, Bing Cartes, Google Maps, Mappy, HERE WeGo offrent des services ressemblants. Ils ont ceci en commun que l'accès pour certains usages est gratuit, de contenir des vues aériennes zoomables, et de proposer un service de calcul d'itinéraire. À la différence des premiers cités, Mappy ne couvre que l'Europe.
OpenStreetMap offre également une cartographie mondiale et un service de calcul d'itinéraires, et est entièrement gratuit et libre d'accès pour tous usages. Il n'offre pas de vues aériennes.
La cartographie fournie par l'IGN sur son site Géoportail est de type Image matricielle. Il s'agit d'une cartographie à l'ancienne, qui conserve la notion d'échelle discrète (1/25 000, 1/100 000, etc.). Le site Géoportail peut aussi afficher d'autres couches, comme la carte géologique du BRGM. L'IGN lance en mai 2024 l'application Cartes IGN pour concurrencer les applications américaines en proposant une interface grand public, des fonds de carte vectoriels et des couches supplémentaires pour appréhender l'anthropocène .

## Cartographie en art
La cartographie est utilisée voire détournée dans plusieurs mouvements artistiques. Par exemple, Terry Atkinson et Michael Baldwin, du mouvement d'artistes conceptuels Art & Language ont créé l’œuvre Map to not indicate…, une carte qui indique uniquement deux États et qui précise ne pas indiquer plusieurs dizaines d'entités géographiques, pourtant dans le champ de la carte.

#### Cartographes
- Liste d'explorateurs
- Liste de géographes
- Cartographes notoires
- Mappemondes anciennes
- Liste de cartographes (alphabétique) (de)
- Liste de cartographes (chronologique) (en), Cartographes par siècle
- Liste de cartographes suisses (de)
- Organisations de cartographie (catégorie) (en)
- Historiens de la cartographie (catégorie) (en)

#### Logiciels de visualisation aérienne
- Google Earth
- World Wind
- Géoportail
- OpenStreetMap